# Icacinaceae
Icacinaceae je čeleď vyšších dvouděložných rostlin. Jsou to dřeviny s jednoduchými střídavými listy a drobnými pravidelnými květy, rostoucí v tropech celého světa. Čeleď prošla s nástupem molekulárních metod četnými změnami a řada rodů byla rozřazena do jiných čeledí. Některé druhy mají místní význam jako potraviny.

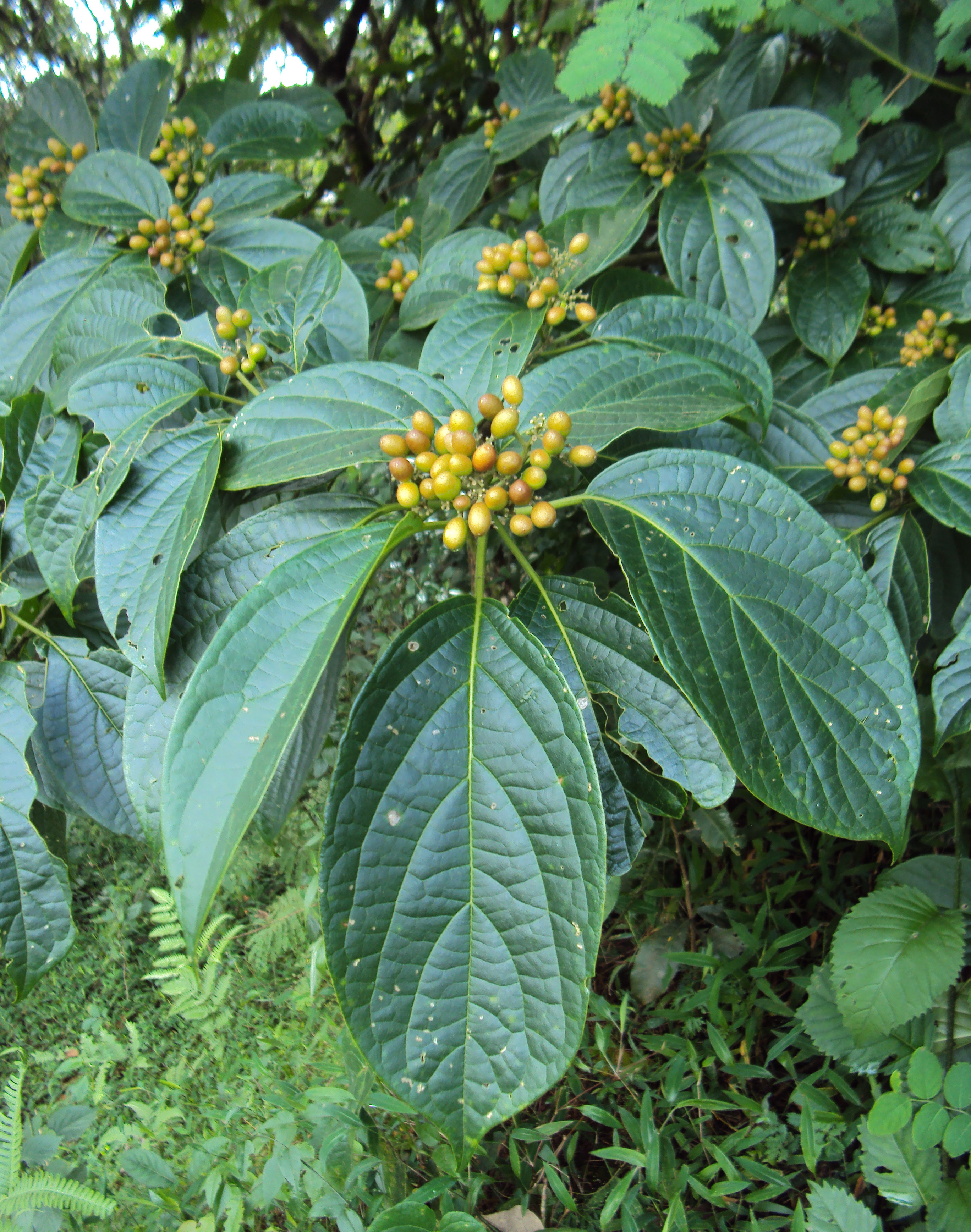
Nothapodytes nimmoniana

## Popis
Zástupci čeledi Icacinaceae jsou keře, stromy a liány se střídavými (výjimečně vstřícnými, např. u liánovitých rodů Mappianthus a Iodes) jednoduchými listy bez palistů. Liány mohou mít úponky. Čepel listů je obvykle celokrajná, se zpeřenou žilnatinou.
Květy jsou pravidelné, obvykle oboupohlavné, drobné, nejčastěji 5-četné, v úžlabních nebo vrcholových květenstvích různých typů.
Kalich je drobný, srostlý a obvykle vytrvalý. Korunní lístky jsou volné nebo na bázi srostlé, zřídka mohou i chybět. Tyčinek je stejný počet jako korunních lístků, jsou volné nebo přirostlé ke krátké korunní trubce. Semeník je svrchní, srostlý ze 2 plodolistů (někdy interpretován jako jednoplodolistový) a obvykle s jedinou komůrkou. Čnělka je jediná, často krátká. Plodem je nejčastěji jednosemenná peckovice.

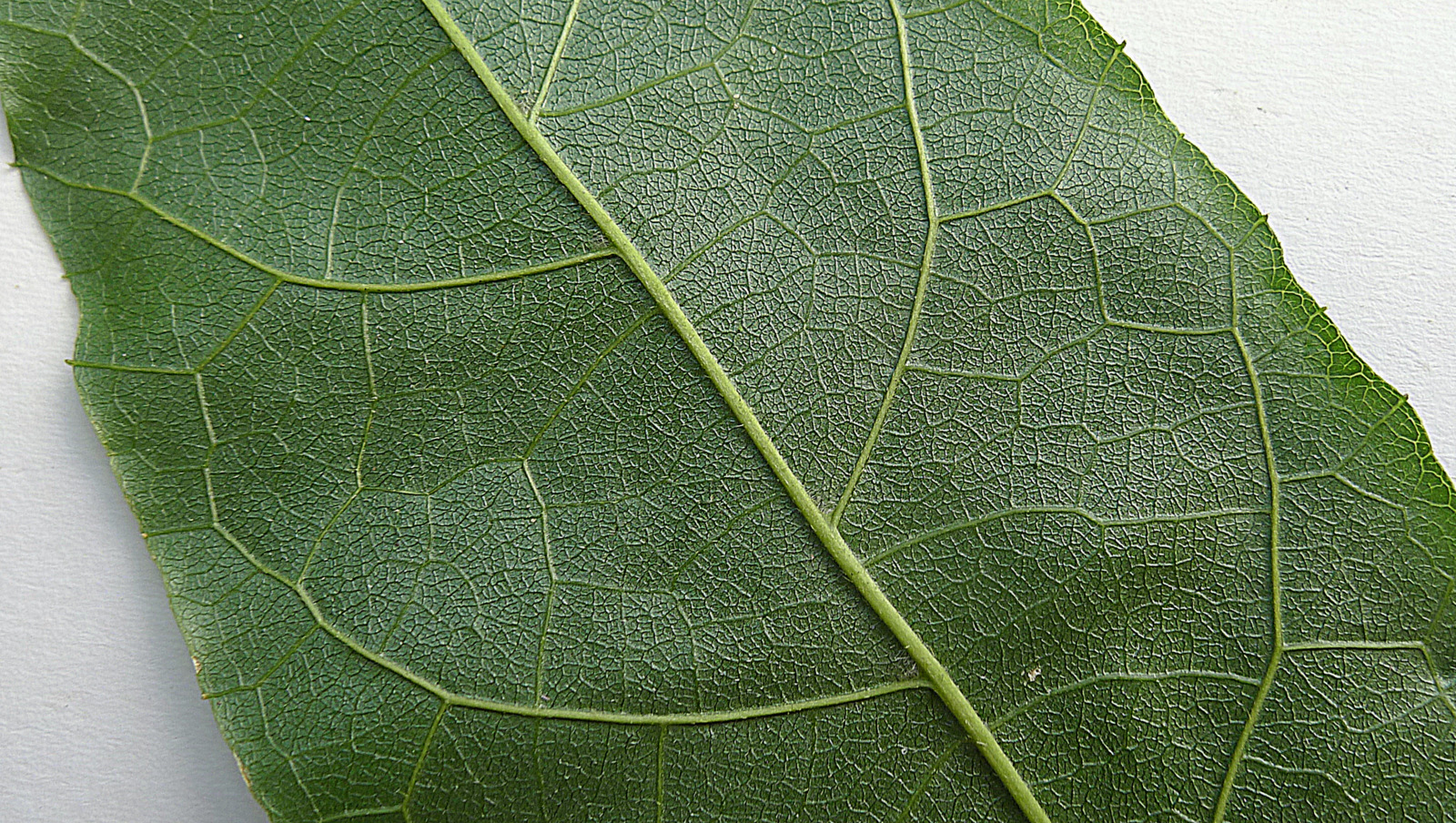
List Pleurisanthes parviflora
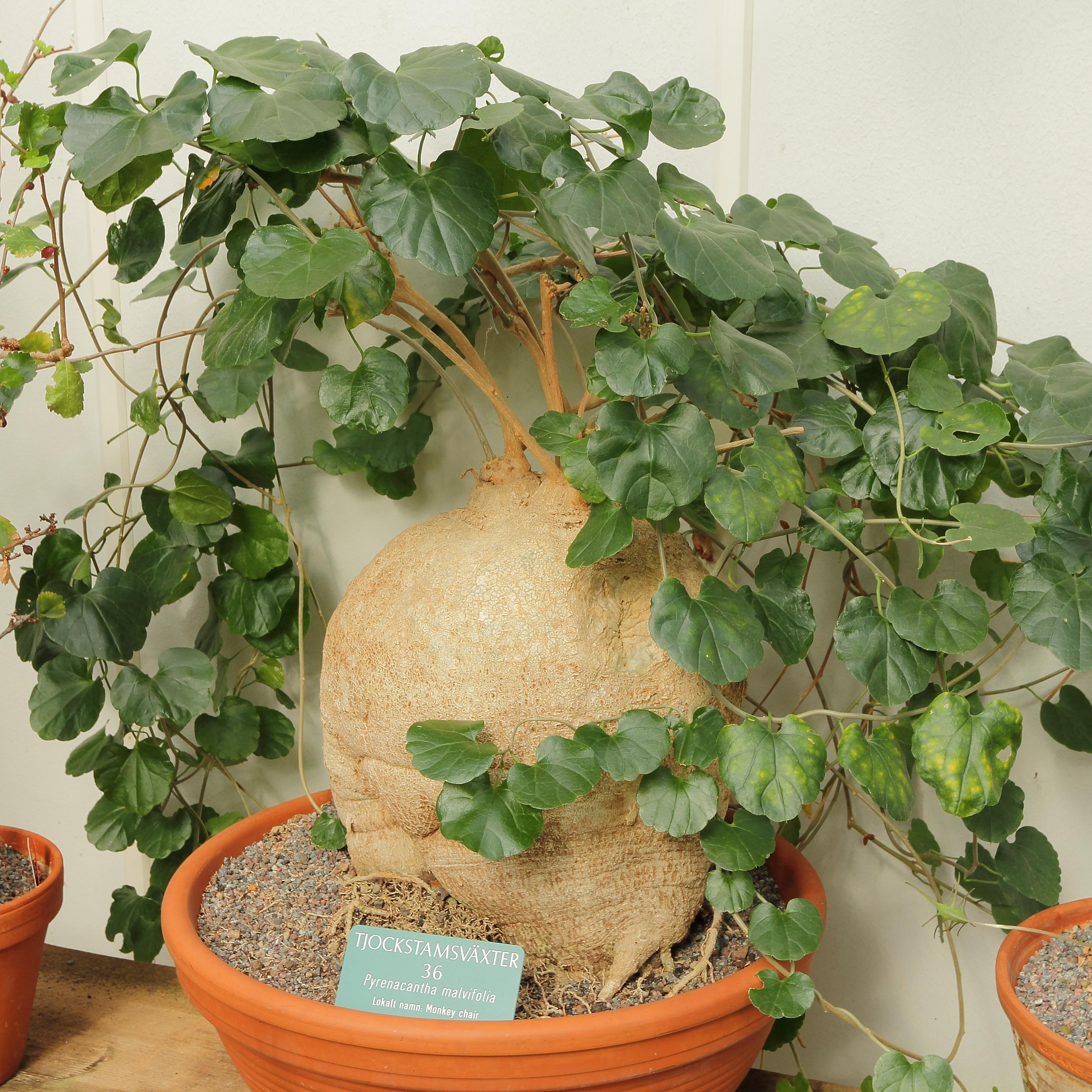
Neobvyklý zástupce Pyrenacantha malvifolia
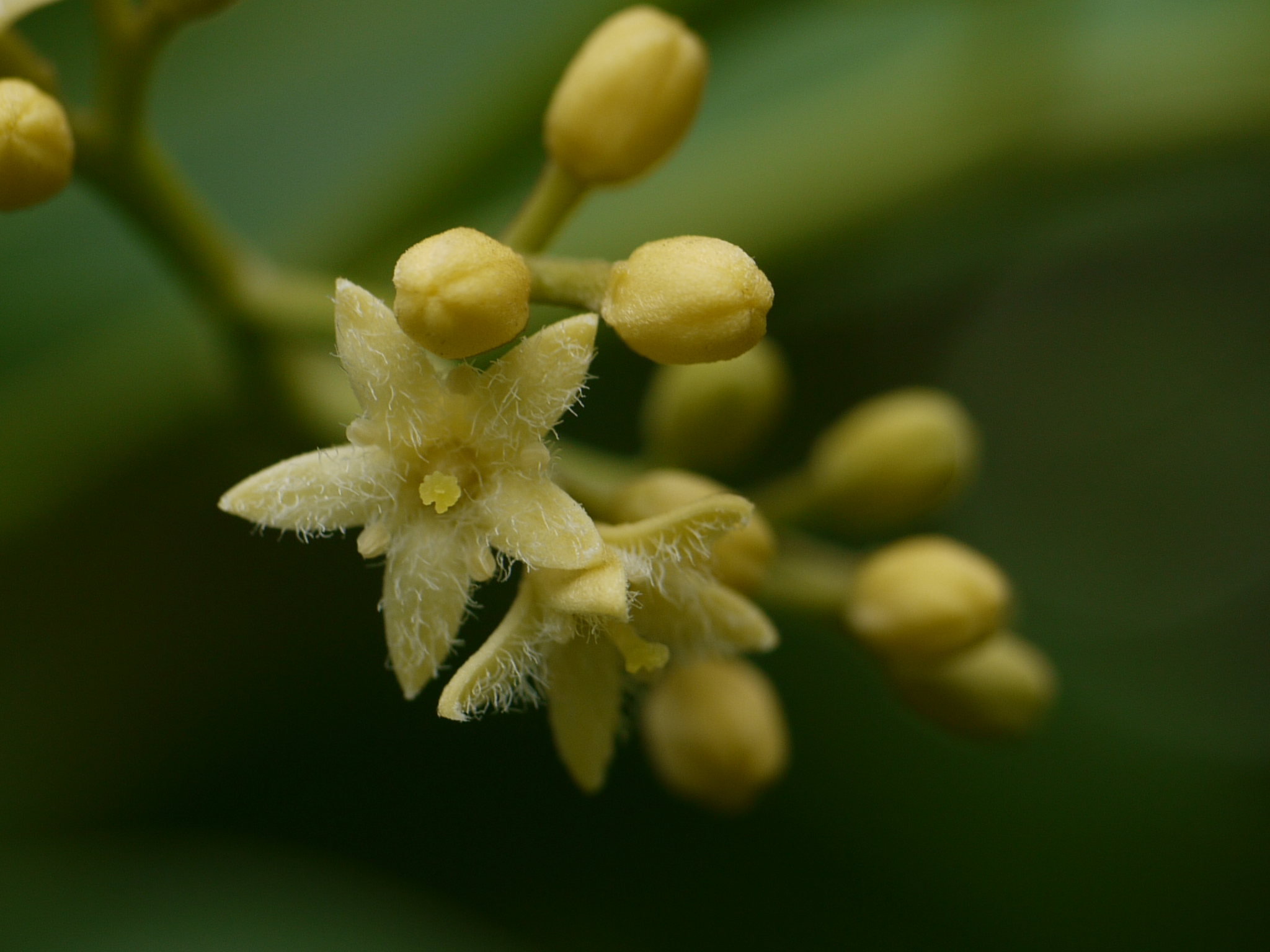
Detail květů Nothapodytes nimmoniana
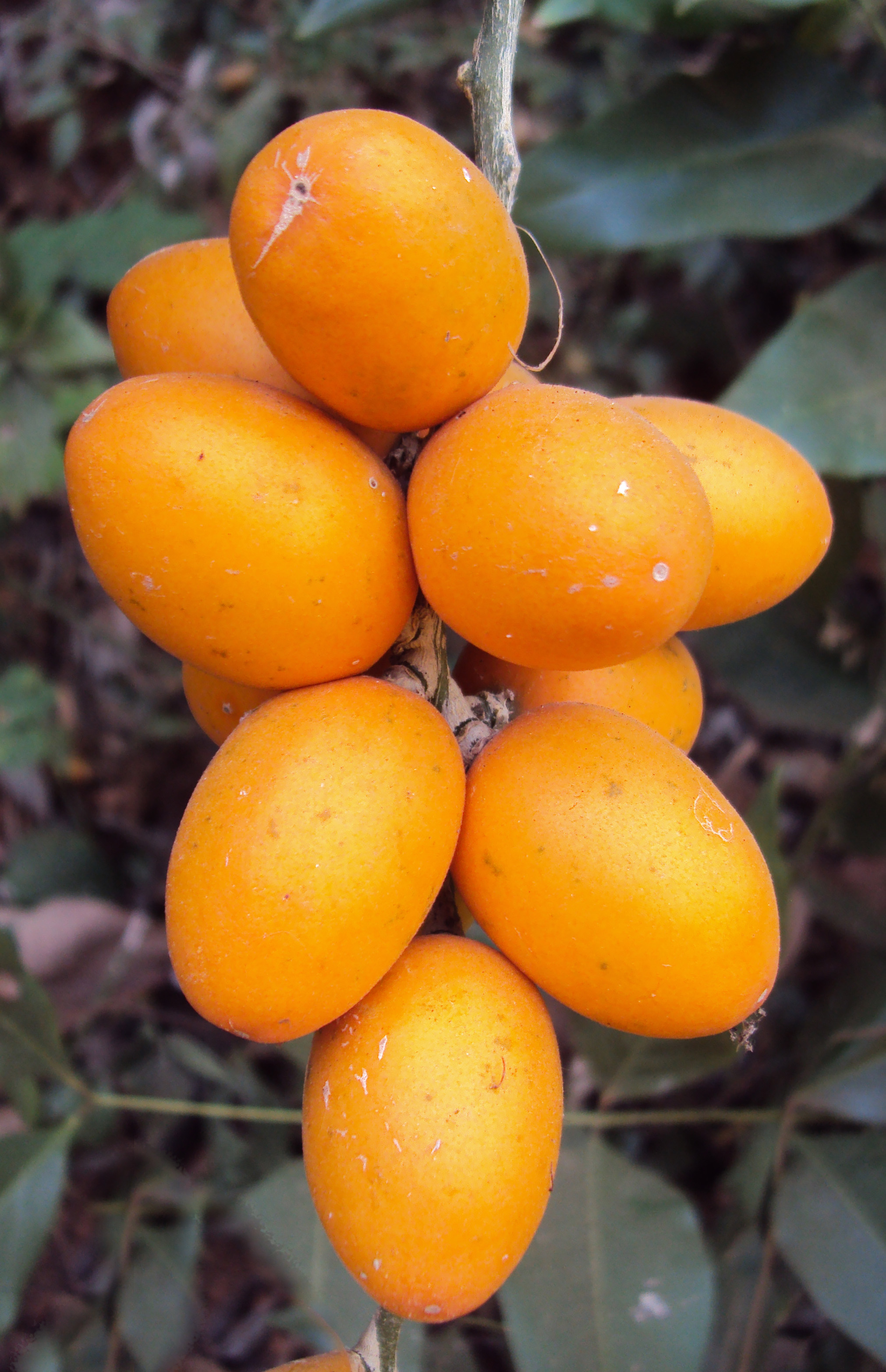
Plody Sarcostigma kleinii

## Rozšíření
Icacinaceae jsou pantropická čeleď, s nehojnými přesahy do subtropických oblastí. V současném pojetí zahrnuje asi 165 až 200 druhů ve 23 rodech. Největší rody jsou Pyrenacantha (30 druhů) a Iodes (28 druhů) Většina rodů je svým výskytem omezena na jediný kontinent, respektive fytogeografickou oblast. Většina druhů roste v tropických deštných lesích.

## Taxonomie
V klasickém pojetí zahrnovala čeleď Icacinaceae celkem 52 rodů a asi 400 druhů, v roce 2001 byla shledána parafyletickou. Celkem 16 rodů bylo přesunuto do řádu cesmínotvaré (Aquifoliales): rody Citronella, Gonocaryum, Leptaulus a Pseudobotrys do čeledi Cardiopteridaceae a rody Cantleya, Codiocarpus, Discophora, Gastrolepis, Gomphandra, Grisollea, Hartleya, Irvingbaileya, Lasinanthera, Medusanthera, Stemonurus a Whitmorea do nové čeledi Stemonuraceae. Rod Pennantia (pilour) byl přeřazen do samostatné nové čeledi Pennantiaceae v rámci řádu miříkotvaré (Apiales).
V systému APG byla čeleď Icacinaceae zprvu ponechána nezařazená do řádu v rámci skupiny Euasterids II (APG I) nebo Euasterids I čili Lamiids (APG II, APG III). Ve verzi APG IV z roku 2016 je řazena spolu s čeledí Oncothecaceae do nového řádu Icacinales, který tvoří bazální větev skupiny Lamiids. Čeleď Icacinaceae v tomto pojetí zahrnuje 23 rodů. Celkem 10 rodů (Apodytes, Calatola, Cassinopsis, Dendrobangia, Emmotum, Ottoschulzia, Oecopetalum, Poraqueiba, Platea, Rhaphiostylis) bylo na základě molekulárních analýz přesunuto do čeledi Metteniusaceae, která původně zahrnovala pouze rod Metteniusa.

## Význam
Druh Casimirella ampla má velké škrobnaté hlízy, které jsou po vymytí hořké chuti jedlé. Ze semen a hlíz afrických druhů Icacina oliviformis a I. senegalensis se připravuje škrobovitá mouka.
Listy asijského rodu Rhyticaryum jsou využívány jako zelenina. Semena Phytocrene a Sarcostigma jsou jedlá.

## Přehled rodů
Alsodeiopsis,
Casimirella,
Cassinopsis,
Desmostachys,
Hosiea,
Icacina,
Iodes,
Lavigeria,
Leretia,
Mappia,
Mappianthus,
Merrilliodendron,
Miquelia,
Natsiatopsis,
Natsiatum,
Nothapodytes,
Phytocrene,
Pleurisanthes,
Pyrenacantha,
Rhyticaryum,
Sarcostigma,
Sleumeriana,
Stachyanthus